# Aleksandr Gomel'skij
Aleksandr Jakovlevič Gomel'skij (in russo Александр Яковлевич Гомельский?; Leningrado, 18 gennaio 1928 – Mosca, 16 agosto 2005) è stato un cestista e allenatore di pallacanestro sovietico, membro del Naismith Memorial Basketball Hall of Fame dal 1995.
È noto anche con la traslitterazione Alexander Gomelsky.
Gomel'skij portò alla vittoria l'Armata Rossa e la squadra nazionale dell'URSS. Vinse campionati mondiali, campionati europei, Coppe dei Campioni e un'Olimpiade.
A lui è intitolata, dal 2005, la Universal'nyj Sportivnyj Kompleks CSKA, sede delle partite del CSKA Mosca.

## Carriera
Iniziò a giocare e ad allenare per la squadra della sua città fino al 1952. Passò quindi alla guida dell'ASK Riga. Nel 1958 ottenne con questa squadra il primo dei tre titoli consecutivi di campione europeo per club della Coppa Europa.
Si trasferì a Mosca per guidare il CSKA Mosca dal 1969–1980, 1985–1986, qui vinse il titolo europeo nel 1971, battendo in finale l'Ignis Varese.
L'apice della carriera lo raggiunse nel 1988, con l'alloro olimpico, quando sconfisse in finale Jugoslavia dopo aver clamorosamente eliminato in semifinale gli Stati Uniti d'America a Seul.
Scrisse anche numerosi libri sul basket a partire dal 1960. Al termine della carriera di allenatore, lavorò anche come commentatore televisivo.
Nel 1992 ottenne la carica di presidente della Federazione russa e nel 1997 quella del CSKA, portando la squadra ai massimi livelli del basket europeo.
Nel 1995 viene inserito nella Basketball Hall of Fame. Dal 2005 gli è stato intitolato il premio "Aleksandr Gomel'skij Coach of the Year".
Gomel'skij è morto a Mosca all'età di 77 anni a causa di un tumore.

## Palmarès

### Competizioni nazionali
- Campionato sovietico: 13 (record)
ASK: 1955, 1957, 1958
CSKA: 1969-70, 1970-71, 1971-72, 1972-73, 1973-74, 1975-76, 1976-77, 1977-78, 1978-79, 1979-80
- Coppa dell'URSS: 2
CSKA: 1972, 1973

### Competizioni Internazionali
- Coppa dei Campioni: 4

ASK Riga: 1958, 1958-59, 1959-60
CSKA Mosca: 1970-71

### Nazionale
- Nazionale sovietica: 1988.
- Mondiali: 2
Nazionale sovietica: 1967, 1982.
- Europei: 7
Nazionale sovietica: 1961, 1963, 1965, 1967, 1969, 1979, 1981.